# Huub Röttgering
Hubertus Jacobus Alfonsus (Huub) Röttgering (°1963) is een Nederlandse sterrenkundige.

## Levensloop
In 1993 promoveerde Röttgering onder begeleiding van George Miley aan de Universiteit Leiden op het proefschrift Ultra-steep spectrum radio sources: Tracers of distant galaxies. Hierna zette hij zijn onderzoek voort aan de Universiteit van Cambridge (VK). In 1995 kwam hij terug naar Leiden, waar hij in 1998 universitair docent werd, en in 2003 universitair hoofddocent.
Hij is sinds 2009 hoogleraar observationele kosmologie aan de Universiteit Leiden. Tevens was hij van 2012 tot 2022 directeur van de Sterrewacht Leiden. Naast kosmologie richt hij zich op verre radio-sterrenstelsels, clusters van sterrenstelsels, actieve sterrenstelselkernen en optische en radio-interferometers.